# لاسلو پاپ
لاسلو پاپ (به مجاری: László Papp) ورزشکار مرد رشتهٔ مشت‌زنی اهل کشور مجارستان است. وی در بین سال‌های ‎۱۹۴۸ تا ۱۹۵۶ میلادی در مسابقات بازی‌های المپیک تابستانی در مجموع ۳ مدال طلا را کسب کرد.